# Sankt Thomas, Grieskirchen
Sankt Thomas là một đô thị ở huyện Grieskirchen bang Oberösterreich, nước Áo. Đô thị này có diện tích 6,1 km², dân số thời điểm ngày 31 tháng 12 năm 2005 là 466 người.